# Anomala balduina
Anomala balduina är en skalbaggsart som beskrevs av Ohaus 1925. Anomala balduina ingår i släktet Anomala och familjen Rutelidae. Inga underarter finns listade i Catalogue of Life.